# Сакарі Ліндфорс
Сакарі Ліндфорс (фін. Sakari Lindfors; 27 квітня 1966, м. Гельсінкі, Фінляндія) — фінський хокеїст, воротар. Тренер воротарів «Лада» (Тольятті). Член Зали слави фінського хокею (1985).
Вихованець хокейної школи ГІФК (Гельсінкі). Виступав за ГІФК (Гельсінкі), «Фер'єстад» (Карлстад).
У складі національної збірної Фінляндії провів 111 матчів; учасник зимових Олімпійських ігор 1988, учасник чемпіонатів світу 1989, 1990, 1991, 1992 і 1993. У складі молодіжної збірної Фінляндії учасник чемпіонату світу 1986. 
Досягнення
- Срібний призер зимових Олімпійських ігор (1988);
- Срібний призер чемпіонату світу (1992);
- Чемпіон Фінляндії (1998), срібний призер (1986), бронзовий призер (1987, 1988, 1992).
- Бронзовий призер юніорського чемпіонату Фінляндії (1986)

Тренерська кар'єра
- Тренер воротарів ГІФК (Гельсінкі) (2002—11, СМ-ліга)
- Тренер воротарів «Торпедо» (Нижній Новгород) (2011—2013, КХЛ) — звільнений у міжсезоння
- Тренер воротарів «Лада» (Тольятті) (з 2014, КХЛ).

Досягнення (як тренера)
Як помічника головного тренера:
- Чемпіон Фінляндії (2005, 2007, 2008, 2011), бронзовий призер (2006).